# Francis Edward Peters
Francis Edward Peters, SJ (23 juin 1927 - 30 avril 2020), est un universitaire américain. Il est professeur émérite d'histoire, de religion et d'études moyen-orientales et islamiques à l'Université de New York.

## Jeunesse et éducation
Peters est né à New York et est diplômé du Regis High School de Manhattan en 1945. Il entre chez les Jésuites cet été-là et passe quatre ans à leur noviciat à St. Andrew on Hudson à Hyde Park, New York. Il étudie ensuite à l'Université Saint-Louis pendant trois ans, obtenant son diplôme en 1950 et sa maîtrise en latin et grec en 1952, ainsi qu'une licence en philosophie décernée par un Institut pontifical à Rome.

## Carrière
Il enseigne pendant deux ans au lycée Canisius de Buffalo et est libéré de ses vœux de jésuite en 1954. Il obtient un diplôme en études de la langue russe de l'Université Fordham en 1956 et termine son doctorat en études islamiques à l'Université de Princeton en 1961. Il enseigne à l'Université de New York de 1961 à 2008. Formé à la fois aux études islamiques et aux études classiques grecques et romaines, il se considère comme un spécialiste de la religion, en particulier de l'étude comparée du judaïsme, du christianisme et de l'islam.
Au sein de l'Université de New York, il devient président des départements des études classiques et du Moyen-Orient. Il est professeur invité dans un certain nombre d'autres institutions, dont plusieurs au Moyen-Orient ainsi qu'au General Theological Seminary de New York.
Il participe à l'organisation d'expositions au Collège de la Sainte Croix, à la British Library et à la New York Public Library.

## Œuvres notables
Auteur
- Termes philosophiques grecs: un lexique historique, New York University Press (1967)
- Aristote et les Arabes: la tradition aristotélicienne dans l'islam, New York University Press (1968)
- Aristote Arabe. Les traductions et commentaires orientaux du corpus aristotélicien , EJ Brill, Leyde (1968)
- Récolte de l'hellénisme : Une histoire du Proche-Orient d'Alexandre le Grand au triomphe du christianisme, Simon and Schuster, New York, (ISBN 0-671-20658-3) (1971)
- Allah's Commonwealth: A History of Islam in the Near East, 600–1100 AD, Simon and Schuster, New York, (ISBN 0-671-21564-7) (1973)
- Jérusalem: Holy City / Holy Places, Université de New York, Hagop Kevorkian Center for Near Eastern Studies, New York (1983)
- Jérusalem: La ville sainte aux yeux des chroniqueurs, des visiteurs, des pèlerins et des prophètes de l'époque d'Abraham aux débuts des temps modernes, Princeton University Press , (ISBN 0-691-07300-7) (1985)
- Distant Shrine: The Islamic Centuries in Jerusalem, AMS Press, New York, (ISBN 0-404-61629-1) (1993)
- Hajj: Le pèlerinage musulman à La Mecque et les lieux saints, Princeton University Press, (ISBN 0-691-02120-1) (1994)
- Jérusalem et La Mecque : la typologie de la ville sainte au Proche-Orient, New York University Press, (ISBN 0-8147-6598-X) (1986)
- Judaïsme, christianisme et islam : les textes classiques et leur interprétation, Princeton University Press
  - Tome I : De l'alliance à la communauté , (ISBN 0-691-02044-2) (1990)
  - Tome II : La Parole et la Loi et le Peuple de Dieu , (ISBN 0-691-02054-X) (1990)
  - Tome III : Les Oeuvres de l'Esprit , (ISBN 0-691-02055-8) (1990)
- "La quête du Muhammad historique", dans International Journal of Middle East Studies, Vol. 23, n° 3. (août 1991), p. 291–315
- Muhammad et les origines de l'islam, State University of New York Press, (ISBN 0-7914-1875-8) (1994)
- Mecca: A Literary History of the Muslim Holy Land, Princeton University Press, (ISBN 0-691-03267-X) (1994)
- Les monothéistes : juifs, chrétiens et musulmans en conflit et en compétition, Princeton University Press
  - Tome I : Les Peuples de Dieu, (ISBN 0-691-11460-9) (1994)
  - Tome II : La Parole et la Volonté de Dieu, (ISBN 0-691-11461-7) (1994)
- Judaïsme, christianisme et islam : les monothéistes, Livres enregistrés, Prince Frederick, MD, (ISBN 1-4025-3900-2) (2003)
- Islam, un guide pour les juifs et les chrétiens, (2003)
- Jerusalem: The Contested City, Livres enregistrés, Prince Frederick, MD, (ISBN 1-4025-3909-6) (2003)
- Children of Abraham: Judaism, Christianity, Islam, avec une préface de John L. Esposito, Princeton University Press, (ISBN 0-691-07267-1) (2004)
- La voix, la parole, les livres. Les Ecritures Saintes des Juifs, des Chrétiens et des Musulmans , Presse de l'Université de Princeton, (ISBN 0-691-13112-0) (2007)
- Jésus et Mahomet. Pistes parallèles, vies parallèles , Oxford University Press, New York, (ISBN 978-0-19-974746-7) (2010)

Autobiographie
- Ours, The Making and Unmaking of a Jesuit, Penguin Books, New York, NY, (ISBN 0-14-006317-X) (1982)

Éditeur
- Les Arabes et l'Arabie à la veille de l'Islam, Aldershot, Brookfield, Vermont, (ISBN 0-86078-702-8) (1999)
- Lecteur sur l'islam classique, Princeton University Press, (ISBN 0-691-03394-3) (1994)